# Melpomene jimenezii
Melpomene jimenezii är en stensöteväxtart som beskrevs av Lehnert. Melpomene jimenezii ingår i släktet Melpomene och familjen Polypodiaceae. Inga underarter finns listade.